# Conectar Igualdad

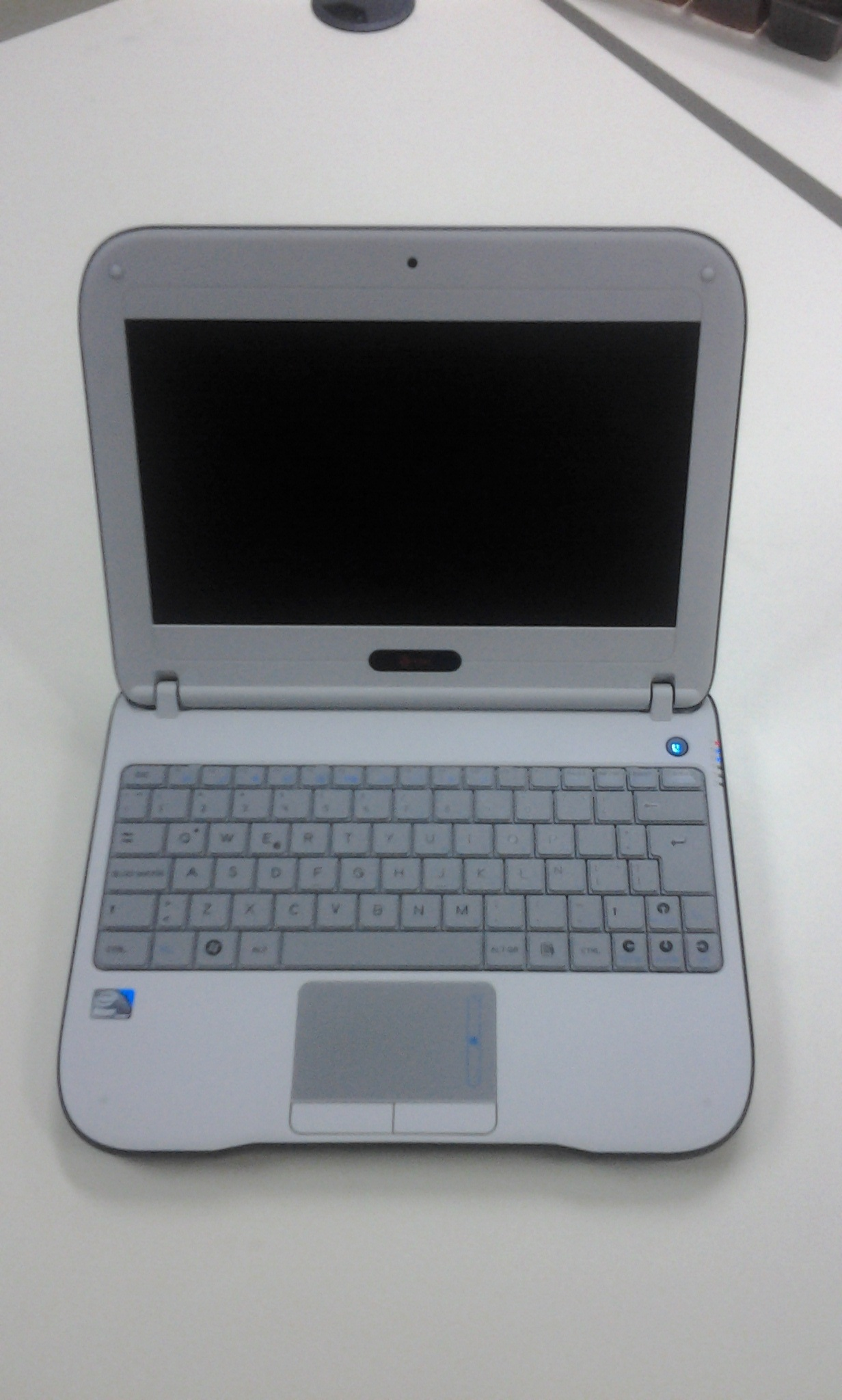
Uno de los modelos de computadora de Conectar Igualdad, construida en Argentina.

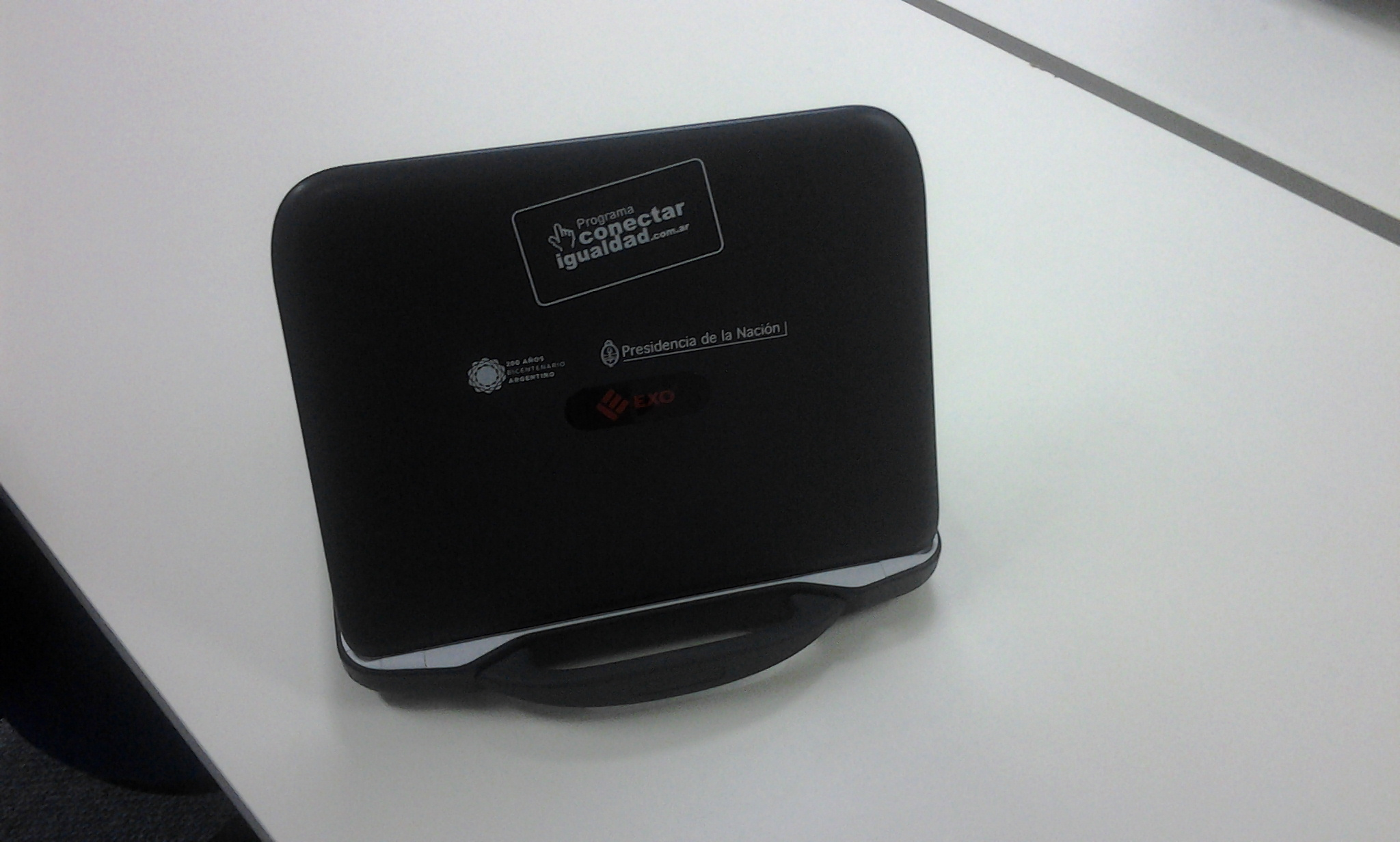
Parte posterior de uno de los modelos de computadora de Conectar Igualdad, construida en Argentina.

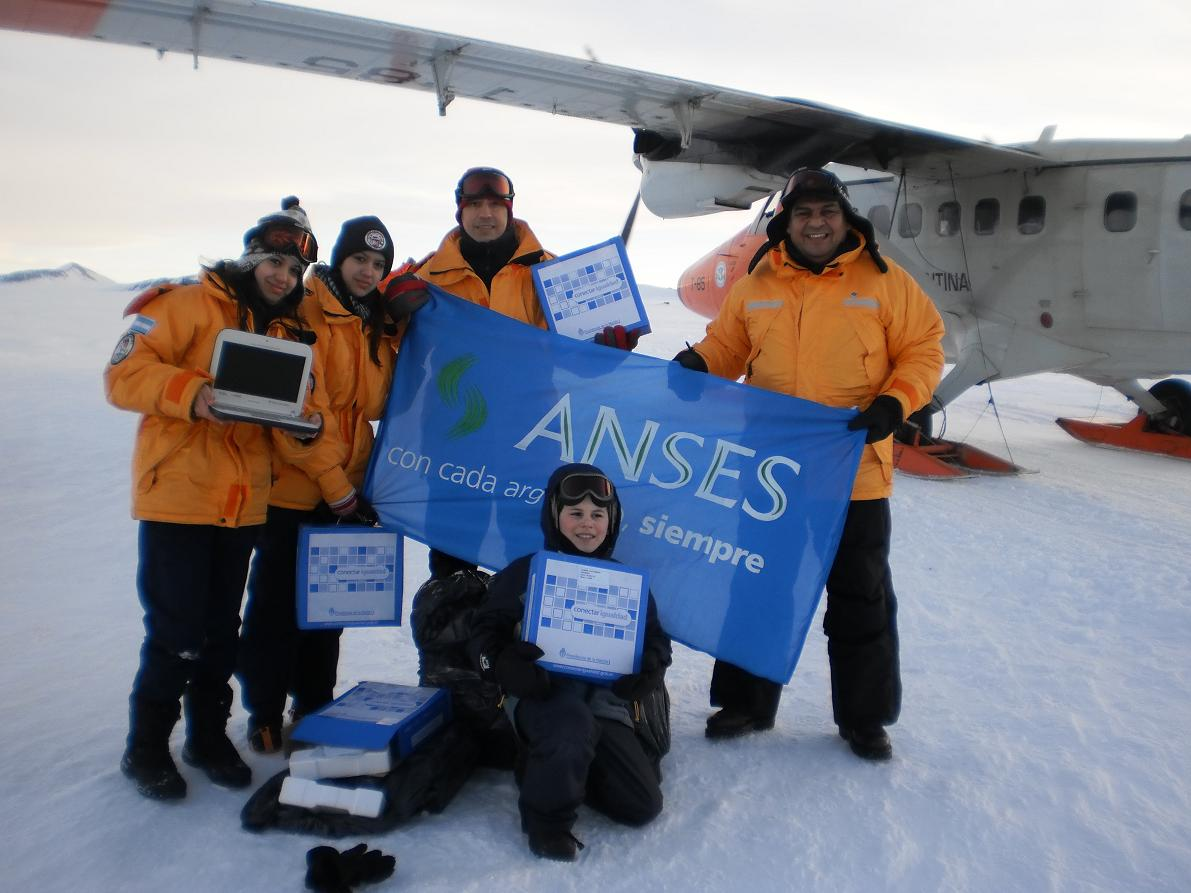
Alumnos y docentes de la Escuela Provincial n.º 38 Raúl Alfonsín de la base Esperanza (Antártida Argentina) recibiendo computadoras portátiles en 2011.

Conectar Igualdad fue un programa del Ministerio de Educación de la República Argentina, creado a partir del decreto 459/10, durante la primera presidencia de Cristina Fernández de Kirchner. Siguiendo el Modelo 1 a 1 se planteó el objetivo de promover la inclusión digital, democratizar el acceso a los bienes y recursos tecnológicos y disminuir la brecha digital existente.
En esta política de Estado intervinieron la Presidencia de la Nación, la Administración Nacional de Seguridad Social (ANSES), la Jefatura de Gabinete de Ministros, el Ministerio de Educación y el Ministerio de Planificación Federal, Inversión Pública y Servicios.
El programa recibió premios en el extranjero y de diferentes organismos internacionales, entre ellos una distinción del Programa de Naciones Unidas para el Desarrollo (PNUD), y por la Cumbre Iberoamericana, entre otros.
En 2015, durante la presidencia de Mauricio Macri, el PCI se desactivó por el decreto de necesidad y urgencia 1239/2016, luego en 2019 fue discontinuado. En 2020, durante la presidencia de Alberto Fernández, se programa se relanzó como Plan Federal Conectar Igualdad - Juana Manso, iniciando nuevamente la entrega de notebooks a estudiantes de todo el país y en 2022 mediante el decreto 11/2022 se retomó el programa como Conectar Igualdad.
Desde 2024 el actual gobierno nacional desfinanció y eliminó en su totalidad el programa, como parte de los recortes en el estado implementados como política económica impulsados por el ministro de economía Luis Caputo y el propio Milei.

## Historia

### Antecedentes
Este programa de inclusión digital de alcance federal nació inspirado en el enfoque de la iniciativa OLPC (One Laptop per Child, o “una computadora por niño”). El proyecto OLPC comenzó en el año 2005, en el Laboratorio de Medios del Instituto Tecnológico de Massachusetts (Media Lab del MIT), en Estados Unidos. OLPC impulsaba la entrega de una computadora portátil a cada niña y niño del sistema educativo. Los equipos estaban basados en el sistema operativo de uso libre Linux, contenían programas y aplicaciones de uso libre, permitían una conexión entre sí, y estaban pensados para utilizarse tanto en el aula como en el hogar. En esa línea, en el año 2007 Uruguay fue el primer país en el mundo en comprometer e implementar un plan para distribuir computadoras personales a todos los estudiantes y docentes de su educación pública a través del llamado Plan Ceibal durante el gobierno de Tabaré Vázquez. Y, en 2010, adhiriendo a este enfoque, Argentina lanzó el PCI.
Al mismo tiempo, el programa tuvo otros antecedentes al interior del país, que ubicaron distintos destinatarios y se caracterizaron por la dispersión y la diversidad de objetivos. Entre los que se generaron desde el Ministerio de Educación de la Nación o de forma asociada con otros organismos entre 2004 y el 2009, se destacan:
- Campaña Nacional de Alfabetización Digital (CNAD).
- Programa Integral para la Igualdad Educativa (PIIE).
- Programa de Mejoramiento del Sistema Educativo (PROMSE).
- Programa de Apoyo a la Política de Mejoramiento de la Equidad Educativa (PROMEDU).
- Proyecto de Mejoramiento de la Educación Rural (PROMER).
- Plan Nacional de Formación Docente (PNFD).
- Plan de Inclusión Digital Educativa.

A partir del año 2006, la Ley de Educación Nacional, N° 26.206, establece entre sus objetivos generar las condiciones pedagógicas para el manejo de nuevas tecnologías y de los nuevos lenguajes que a partir de ellas se producen, así como para la producción y recepción crítica de los discursos mediáticos. También reconoce a Educ.ar Sociedad del Estado como organismo responsable del desarrollo de los contenidos del Portal Educativo creado en el ámbito del Ministerio de Educación, Ciencia y Tecnología.
Este programa es una continuación del plan anterior Un alumno, una computadora llevado impulsado por el Ministerio de Educación de Argentina desde 2007.
Mediante este plan se realizaría la entrega de tres millones de computadoras portátiles para estudiantes secundarios de escuelas públicas de todo el país con plazo hasta 2012, habiendo comenzado la entrega de las primeras 250.000 unidades en abril de 2010.

### Creación
El programa Conectar Igualdad fue lanzado durante la presidencia de Cristina Fernández de Kirchner en el año 2010 bajo el nombre de Programa Conectar Igualdad, mediante decreto N° 459/10.  Desde 2010 laANSES inició un plan de entrega y puesta en funcionamiento de dos millones de netbooks con acceso a Internet a todas las escuelas públicas primarias y secundarias del país. El programa se financió en sus primeros años a partir de ingresos generados por el Fondo de Garantía de Sustentabilidad (ANSES). Al 1° de julio de 2015, se habían entregado 5 millones de computadoras, y además se construyeron 6.376 aulas digitales en todo el país.

### Cambios en el programa durante el Gobierno de Mauricio Macri (2015-2019)
En marzo de 2016, el presidente Mauricio Macri anunció la continuidad del programa. Mediante el Decreto N° 1239/16, se transfirió el programa Conectar Igualdad del ámbito de la ANSES a la órbita de Educ.ar, dependiente del Ministerio de Educación, pero para la fecha la entrega de equipos había disminuido significativamente en relación con el año anterior.  El 26 de abril de 2018, se anunció la creación, bajo el Decreto Presidencial N° 386/2018, del Programa "Aprender Conectados", en reemplazo de «Conectar Igualdad», posteriormente el programa fue discontinuado.

### Conectar Igualdad Bonaerense
En 2023, el Gobierno de la Provincia de Buenos Aires lanzó el Plan Conectar Igualdad Bonaerense, destinado a estudiantes de escuelas públicas de los 135 municipios de la provincia. 
Aquí se detallan las especificaciones de las notebooks: 
- Dell Vostro.
- Procesador Intel Celeron 5100
- 4 Gb de RAM DDR4 y almacenamiento SSD de 120 GB
- Sistema Operativo Windows 11

### Restablecimiento del programa (2021-2023)
El 18 de diciembre, luego del cambio de gobierno con las elecciones presidenciales, el ministro de educación Nicolás Trotta anunció que el PCI regresaría, siendo confirmado por el presidente Alberto Fernández tres días después.
En el 2021 se anunció el plan Juana Manso como reemplazo de los anteriores «Conectar Igualdad» y «Aprender Conectados». Y, finalmente, en el 2022 mediante el decreto 11/2022 se relanzó el programa como «Conectar Igualdad».
Ese mismo año se presentó un proyecto de ley para que el PCI se convierta en un derecho y ningún Gobierno pueda suspenderlo o discontinuarlo.
En 2020, ante la virtualización de la educación a partir de la pandemia, el programa "Seguimos Educando" del Ministerio de Educación de la Nación se apoyó en el equipamiento y capacitación ofrecido durante los años anteriores.

## Eliminación total del Programa Conectar Igualdad (desde 2024)
En 2024 el gobierno nacional desfinanció y eliminó en su totalidad el programa, como parte de los recortes en el estado implementados como política económica impulsados por el ministro de economía Luis Caputo y Javier Milei.

## Programa Conectar Igualdad
Como política de inclusión digital, el PCI consistió en un comienzo en la entrega en todo el país de tres millones y medio de computadoras subportátiles tipo Classmate PC a todos los estudiantes y docentes de establecimientos públicos de educación secundaria, especial y de formación docente, en un plazo aproximado de tres años. Adicionalmente, el programa desarrolló contenidos digitales utilizables en distintas propuestas didácticas y trabaja en los procesos de formación docente, con la intención de transformar modelos, procesos y paradigmas de aprendizaje y enseñanza. Conectar Igualdad contempló tanto el uso de las portátiles en el ámbito escolar como en el hogar, buscando un impacto a nivel social que trascienda el ámbito educativo. De esta manera, el PCI tenía por objetivo alfabetizar a la sociedad en las Tecnologías de la Información y la Comunicación (TIC), democratizando el acceso a los recursos tecnológicos y a la información, sin discriminación social, económica ni espacial, llegando a todo el país.

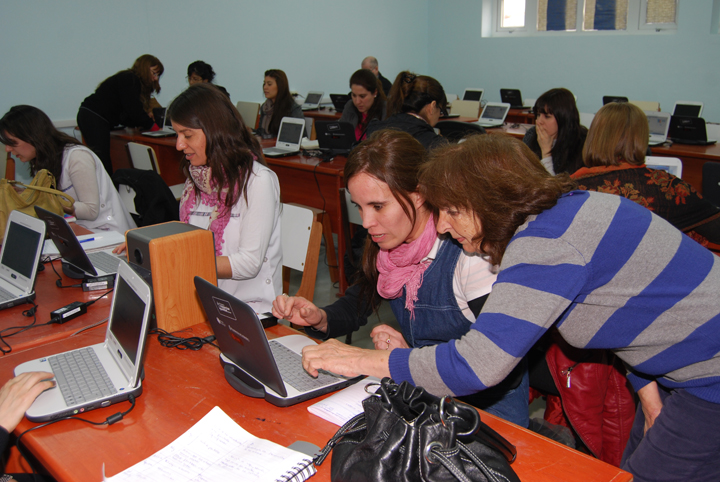
Capacitación de docente bajo el programa Conectar Igualdad

El financiamiento de este programa provenía de la reasignación de partidas presupuestarias del Presupuesto Nacional, con una inversión aproximada de 4 mil millones de pesos. Además de financiar una computadora por estudiante y docente, las inversiones también fueron en el sentido de adecuar la infraestructura de los colegios, instalar antenas para proveer internet inalámbrica en todo el país y capacitar a los docentes. Se realizó la instalación del piso tecnológico y la provisión de servidores y routers para cada establecimiento educativo. La entrega de equipos tuvo diferentes dinámicas en cuanto a los tiempos de entrega, por múltiples causas, entre las mismas, procesos regulatorios de la industria nacional. Se elaboraron manuales operativos e instructivos para los diferentes actores institucionales. El Ministerio de Planificación Federal, Inversión Pública y Servicios fue el encargado de dotar de conectividad a las escuelas del PCI, por medio del Programa Internet para Establecimientos  Educativos.

### Dinámica de implementación

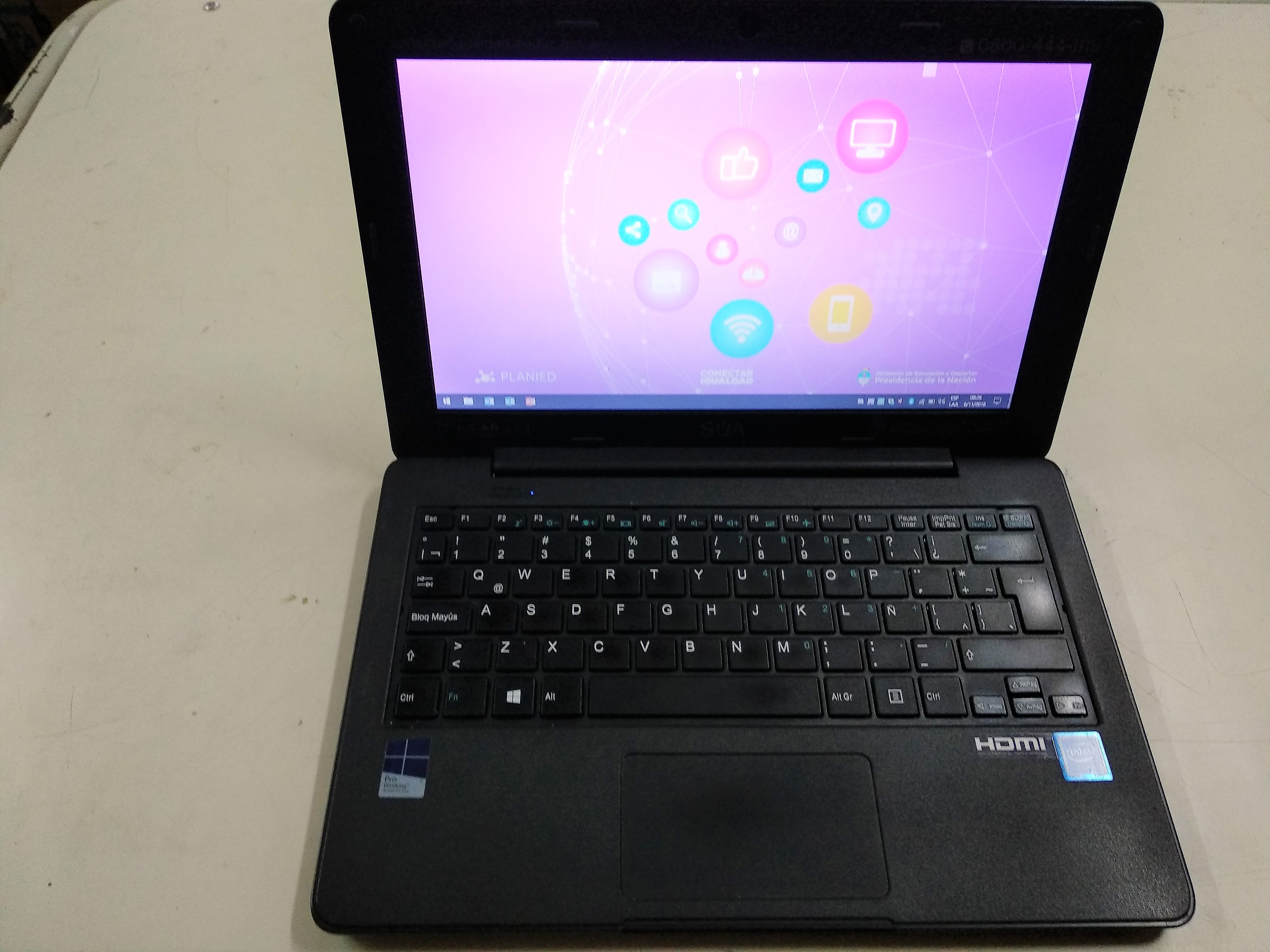
Séptima generación de Conectar Igualdad entregado a los alumnos.

En 2010, posterior a la promulgación del decreto 459/10 se aprobó la resolución 123/10 del Consejo Federal de Educación que enunciaba los lineamientos políticos pedagógicos del programa. A partir de este marco legal se conformó un equipo nacional encargado de la implementación del mismo, liderado por un coordinador y equipos técnicos. Paralelamente,  se constituyó una estructura en cada una las 23 provincias y la Ciudad Autónoma de Buenos Aires, conformada por un Coordinador/a que integra la mesa federal del Programa, equipos técnicos jurisdiccionales (ETJ) y equipos técnicos territoriales (ETT). La constitución de estos equipos (que en la actualidad comprenden más de 800 personas) implicó también la formación de perfiles profesionales inéditos en el campo de la educación, comunicación y la tecnología educativa.
Estos equipos desarrollaron una estrategia territorial que se despliega en cuatro grandes dimensiones:
- Dimensión Administrativa;
- Dimensión Técnica;
- Dimensión Pedagógica.

#### Dimensión administrativa
Una de las tareas fundamentales de este equipo es acompañar a los establecimientos escolares en las tareas administrativas imprescindibles para garantizar la logística de entrega de equipamiento. Estas tareas implican principalmenteː
- El registro de la matrícula escolar en el aplicativo diseñado a tal efecto. Controlar la carga nominal contra los registros de la escuela y reportar situación.
- Controlar la posibilidad de validación en el aplicativo de la carga supervisada.
- Sensibilizar a directores, docentes, alumnos y familias en los objetivos y acciones del Programa, previo a la entrega de las NB.

#### Dimensión técnica
- Transferir conocimiento al Referente Técnico Escolar.
- Relevar el estado de los pisos tecnológicos y reportar.
- Colaborar con la administración del servidor, la infraestructura de red, verificar el funcionamiento del sistema de seguridad y la conectividad a Internet del establecimiento, administrar contenidos (creación de carpetas para docentes).
- Recibir, analizar y dar vía de solución a los reclamos técnicos (bloqueos y problemas técnicos) a través de los servicios de soporte y garantía de los equipos de las escuelas que le sean asignadas.
- Relevar sistemáticamente las incidencias y elaborar informes de avance mensuales.
- Asistir a encuentros de actualización y capacitación organizados por el equipo central del PCI.

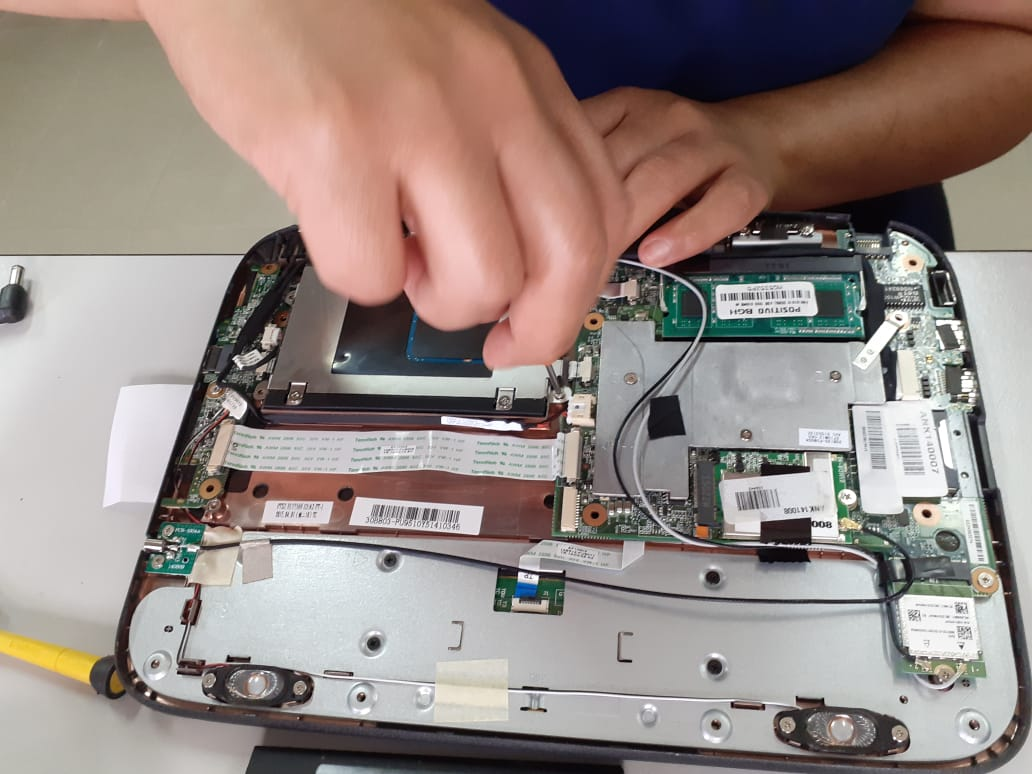
Actualización de Hardware. Cambio de Pila a una netbook Positivo BGH, en la Sala de Informática de la ESRN N°058, de Los Menucos, Río Negro.

#### Dimensión Pedagógica
- Implementar acciones de acompañamiento para la incorporación de las tecnologías en las prácticas educativas y en la gestión institucional, en el marco del Plan Quinquenal de Educación Obligatoria.
- Acercar a directores, docentes y alumnos las novedades, contenidos y aplicativos pedagógicos de las netbooks.
- Promocionar el uso de las netbooks y los soportes didácticos disponibles en los distintos formatos.
- Observar instancias de implementación en el aula, registrar dificultades y documentar buenas prácticas.
- Asistir a encuentros de actualización y capacitación organizados por el equipo central del Programa Conectar Igualdad del Ministerio de Educación de la Nación.

## Huayra GNU/Linux
Para poder cumplir los objetivos planteados se desarrolló Huayra, una distribución Linux propia para el programa. Este es un sistema operativo de software libre, basado en Debian GNU/Linux, desarrollado en el seno del programa Conectar Igualdad a partir de las necesidades de los estudiantes, docentes y de la comunidad educativa en general. Huayra toma su nombre del vocablo quechua que significa «viento» y es desarrollado por el Centro Nacional de Investigación y Desarrollo de Tecnologías Libres, que tiene por objetivo generar e impulsar experiencias de investigación y desarrollo en el campo de las tecnologías libres en el país, contribuir a la soberanía e independencia tecnológicas y apoyar la gestión de la administración pública y la comunidad.

## Impacto
Diferentes estudios demuestran que el PCI ha contribuido considerablemente en la reducción de la brecha digital al garantizar el acceso a una computadora en todos los hogares con estudiantes de la escuela secundaria pública.  Durante los dos primeros años de implementación (2010 y 2011) la netbook fue la primera computadora en el hogar para el 29% de los estudiantes beneficiarios de PCI, y cinco años después de lanzado el programa un 16% de los estudiantes encuestados afirmaba que la netbook del PCI era la única computadora en su hogar. Además, la netbook del PCI era la única en un cuarto de los hogares de alumnos de escuelas de los estratos con menos ventajas (estratos 3 y 7). 
Por otro lado, el PCI no solo ha permitido reducir la llamada brecha digital, sino que, a partir de su apropiación en las escuelas, movilizó conocimientos tecnológicos e intersubjetivos. Asimismo, el PCI habilitó una reconfiguración de las redes de reconocimiento en el interior de las escuelas: los estudiantes que no contaban hasta entonces con una computadora personal pasaron a ubicarse a la par de aquellos que sí. Estos aspectos de índole moral y valorativa también forman parte del proceso de apropiación de la política pública y, en este sentido, el aporte del PCI a la reducción de la brecha digital no solo se plasmó en términos cuantitativos a partir de la entrega de equipamiento tecnológico, sino que debe comprenderse también en términos de igualación simbólica.

## Críticas

### Inclusión de software privativo
El plan ha recibido críticas por la inclusión  de Richard Stallman, fundador del movimiento del software libre, como Beatriz Busaniche, presidenta de la fundación Vía Libre, criticó el plan por añadir el sistema Microsoft Windows el cual ambos consideraban privativo. En 2022, la fundación Vía Libre, a partir de una carta titulada «Microsoft y Estado, asunto separado»
En octubre de 2021, el Gobierno junto con el Ministerio de Educación, lanzaron el Plan Conectando con Vos. Un plan basado en el conectar igualdad que brinda Tablets gratis y dispositivos móviles a Jubilados y Pensionados, Monotributistas y Beneficiarios de la Asignación Familiar por Hijo. Conectando con Vos es un programa que lanza Enacom y busca fomentar el acceso a equipamiento que contribuya a la inserción, incorporación y avance social por medio de la utilización de tecnologías de la información y las comunicaciones (TICs)
En 2018, el programa fue reemplazado por Aprender Conectados, que modificó el sistema de entrega de netbooks por persona por una la distribución de ‘aulas digitales móviles’ a las escuelas, reemplazando el sistema que otorgaba una netbook a cada alumno/a por una computadora para cada aula. Si bien esta alternativa reemplazaba el plan conectar igualdad el presupuesto destinado a la educación digital sufrió una caída del 89% en términos reales, donde una marcada disminución de la inversión terminó repercutiendo en los contenidos pedagógicos educativos, en las capacitaciones virtuales, y por ende, en los niveles de equidad social.